# Trawertyn

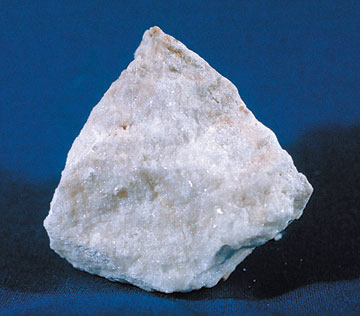
Trawertyn

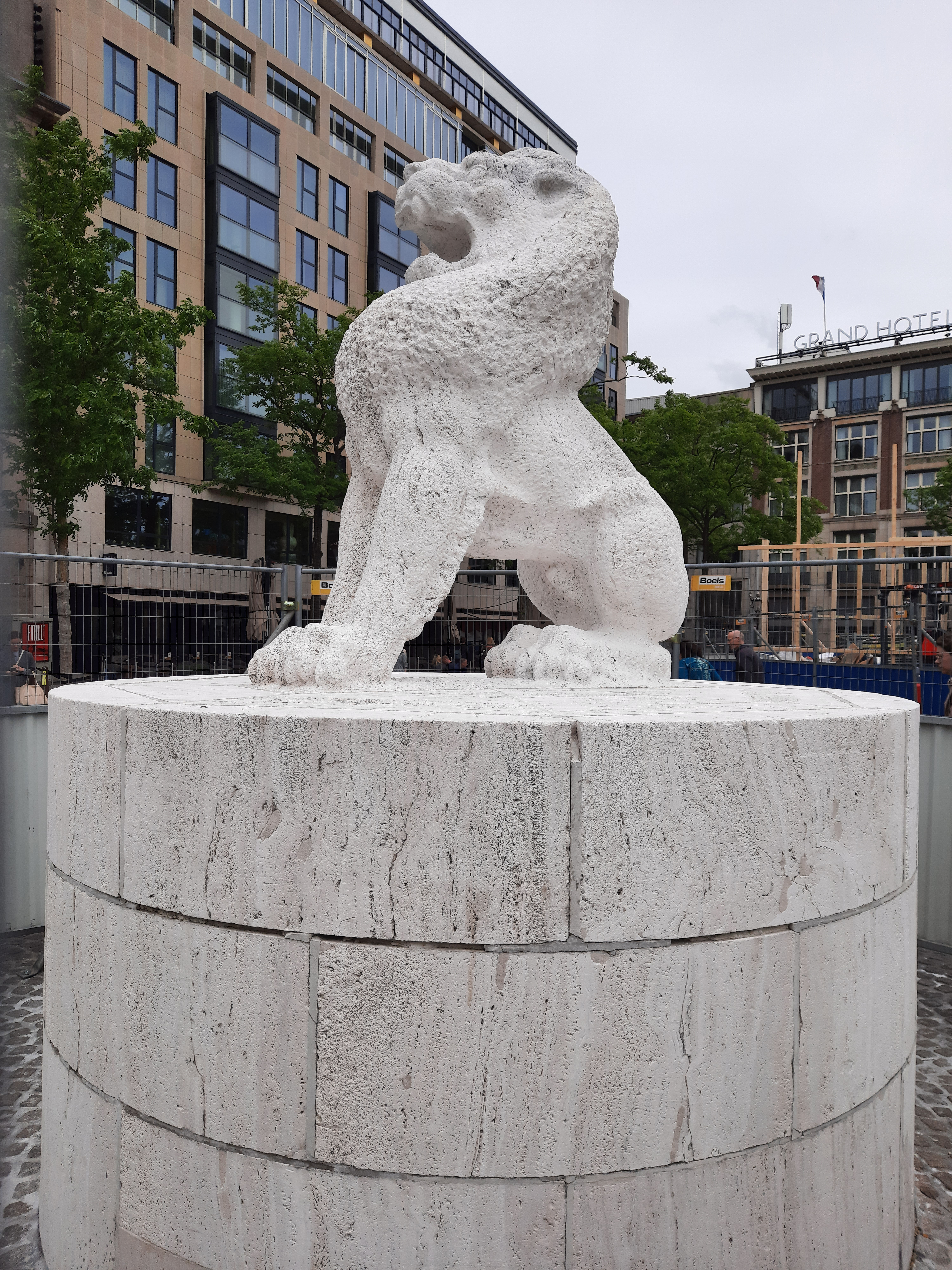
Pomnik lwa wykonany z trawertynu na placu Tamy w Amsterdamie

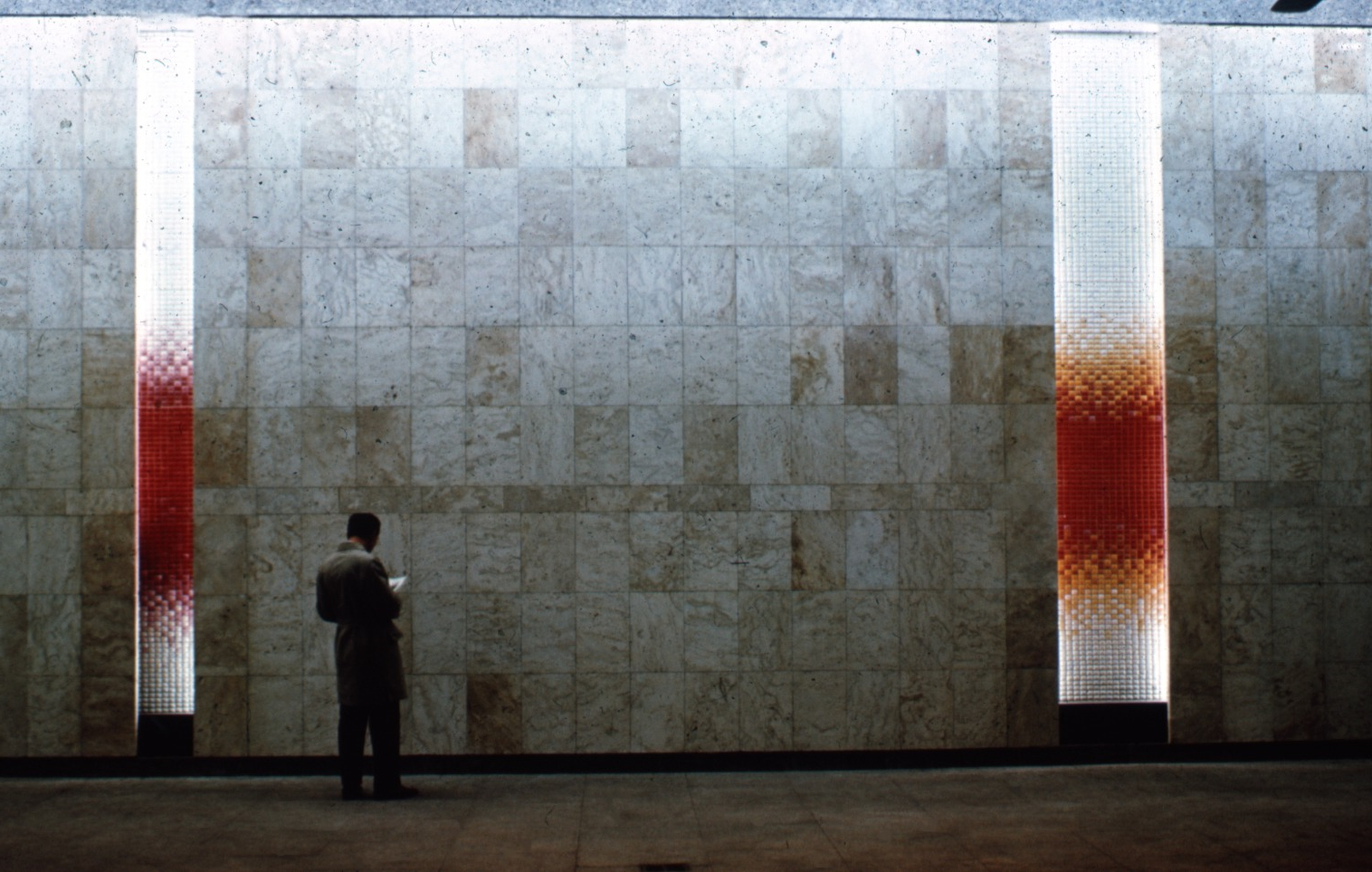
Trawertynowe ściany z mozaikami ceramicznymi w stylu op-art autorstwa Wojciecha Fangora na dworcu kolejowym Warszawa Śródmieście (1963)

Trawertyn (martwica wapienna, źródleniec, tuf wapienny) – porowata skała osadowa składająca się głównie z kalcytu i aragonitu. Odmiana martwicy wapiennej.
Koloru zwykle białego, często z żółtymi lub czerwonymi uwarstwieniami. Wyglądem zbliżony do marmuru, ale bardziej porowaty i wykazujący większą miękkość. W martwicach często występują szczątki roślin i zwierząt. Przyczyną powstawania jest ubytek dwutlenku węgla z roztworu, co następuje najczęściej na skutek spadku ciśnienia związanego z wypływem wód podziemnych na powierzchnię, asymilacji przez rośliny lub dyfuzji do atmosfery wynikającej z intensywnego ruchu wody. Ubytek dwutlenku węgla powoduje wytrącenie się węglanu wapnia:
Ca(HCO
3)
2  →  CaCO
3↓ + H
2O + CO
2↑

## Zastosowanie
Nazywany alabastrem egipskim, był używany już w starożytnym Egipcie do wyrobu posągów i waz. W wielu miejscach, w których występował powszechnie, stosowany był (ze względu na łatwość obróbki) jako podstawowy materiał budowlany. Obecnie jest używany w budownictwie jako materiał ozdobny.
Z trawertynu wykonana została m.in. fasada bazyliki św. Piotra na Watykanie, budowniczy wykorzystali budulec pochodzący z Tivoli.

## Występowanie
Występuje prawie na całym świecie, wszędzie tam, gdzie istnieje podłoże wapienne i odpowiednie źródła. W Stanach Zjednoczonych utwory trawertynowe znane są np. z Parku Narodowego Yellowstone. Podobne utwory znajdują się w Afganistanie (Band-e Amir), w Chinach w dolinie Huanglong, w Semuc Champey w Gwatemali czy w Pamukkale w Turcji. W Europie, w Chorwacji trawertyny budują 16 wielkich, naturalnych stopni tworzących Jeziora Plitwickie. Liczne utwory trawertynowe znajdziemy we Francji, Włoszech czy na Słowacji.
W Polsce najstarsze trawertyny występują w okolicach Krzeszowic (górnokarbońska martwica karniowicka), młodsze trawertyny z okresu jury wydobywane są w rejonie Działoszyna, natomiast najmłodsze trawertyny neogeńskie znajdują się w okolicy Krakowa, w Tatrach i na Podhalu.